# Reino de los fines
El Reino de los fines (en alemán: Reich der Zwecke) es un experimento mental centrado en la filosofía moral de Immanuel Kant. Kant introdujo el concepto en su "Fundamento de la metafísica de la moral" (4: 439). El experimento mental propone un mundo en el que todos los seres humanos sean tratados como fines (es decir, tratados como si ellos y su bienestar fueran la meta), no como meros medios para un fin para otras personas.

## Descripción general
El Reino de los Fines es un estado hipotético de existencia que se deriva del imperativo categórico de Kant. Un Reino de los Fines está compuesto íntegramente por seres racionales, a quienes Kant define como aquellos capaces de deliberación moral (aunque su definición se expande en otros ámbitos) que deben optar por actuar por leyes que implican una necesidad absoluta. Es desde este punto de vista que deben juzgarse a sí mismos y a sus acciones. Kant lo usa para referirse a la "unión sistemática de diferentes seres racionales bajo leyes comunes". Estas leyes comunes, establecidas por el imperativo categórico, son el indicador utilizado para evaluar el valor de las acciones de un individuo. Cuando todos los individuos del reino viven según el imperativo categórico, en particular la segunda formulación de Kant, cada uno tratará a todos sus semejantes como fines en sí mismos, en lugar de como medios para lograr las propias metas egoístas. Este todo sistemático es el Reino de los Fines.
Las personas solo pueden pertenecer al Reino de los Fines cuando están sujetas a estas leyes universales. Tales seres racionales deben considerarse a sí mismos simultáneamente como soberanos cuando hacen leyes y como sujetos cuando las obedecen. La moralidad, por tanto, es actuar por reverencia a todas las leyes universales que hacen posible el Reino de los Fines. En un verdadero Reino de los Fines, actuar virtuosamente será recompensado con felicidad.
En sus escritos sobre religión, Kant interpreta el Reino de Dios como un símbolo religioso de la realidad moral del Reino de los Fines. Como tal, es el objetivo final de la organización religiosa y política de la sociedad humana.